# Эгнатиева дорога

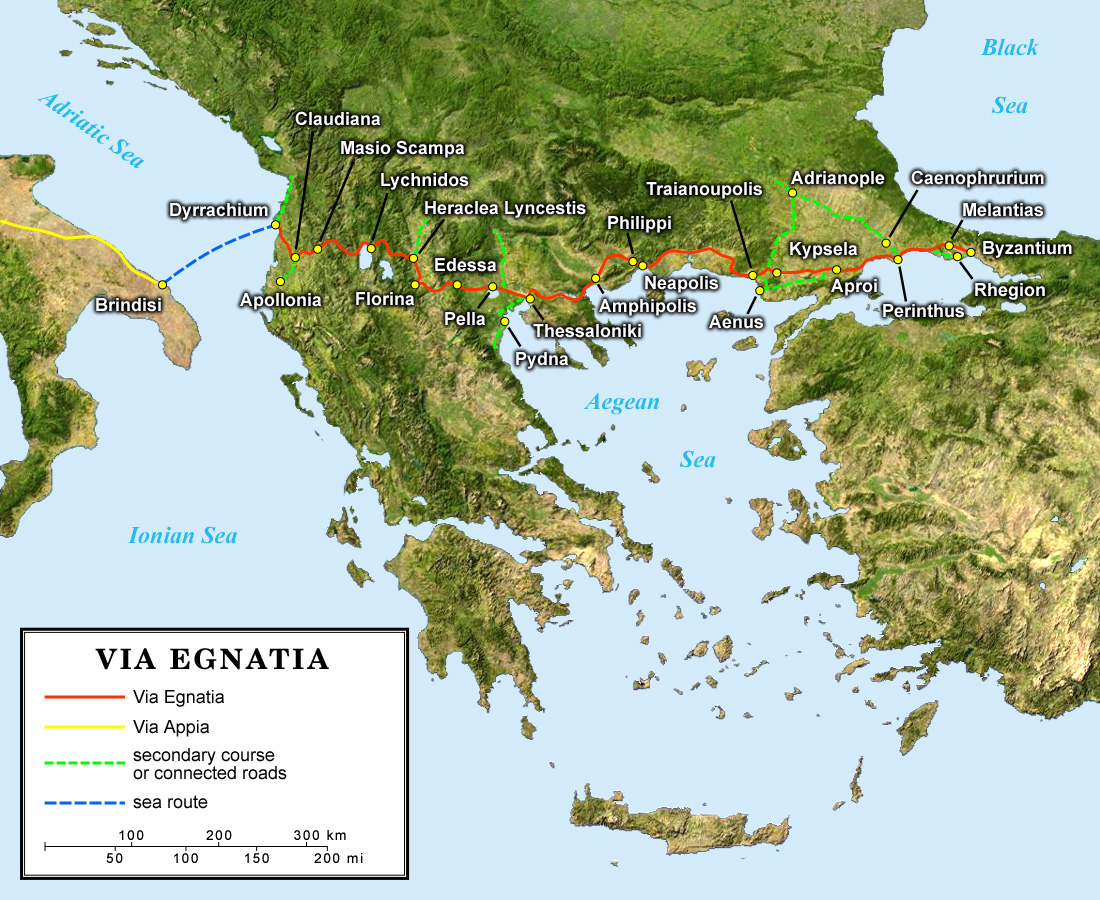
Эгнатиева дорога.

Эгна́тиева доро́га, также Ви́а Эгна́ция (лат. Via Egnatia), — римская дорога, проложенная через Балканы вскоре после завоевания римлянами Греции (146 год до н. э.) и соединявшая Диррахий и Аполлонию на Адриатическом побережье с Фессалониками на берегу Эгейского моря. Впоследствии была продлена до Константинополя и служила основным путём сообщения между двумя столицами Римской империи, старой и новой, а также важным экономическим путём в Древнем Риме. Строительство дороги началось в 146 году до н. э. и продолжалось 44 года.

## Назначение дороги в древности
Когда Римская империя расширяла свои владения и шла на восток, в 146 году до н. э. Македония стала одной из римских провинций. С завоеванием Македонии перед Римом встала новая проблема: нужно было уметь быстро разворачивать военные силы на новых территориях. Via Appia (Аппиева дорога) на Апеннинском полуострове уже связывала Рим с юго-восточным побережьем Адриатического моря. После этого империи была необходима подобная дорога на Балканах — таким образом было положено основание Эгнатиевой дороге.
Эгнатиева дорога берёт начало в порту города Диррахий в провинции Иллирик (Дуррес, Албания) и тянется на 800 с небольшим километров до древнего города Византий (нынешний Стамбул). Строительство началось в 146 году до н. э., продолжалось 44 года и связано с именем проконсула провинции Македония Гнея Эгнация. Поначалу дорога доходила до Фессалоник, а при императоре Августе была продлена до Кипселы в нижнем течении реки Гебр. «Хотя вся дорога называется Эгнатиевой, - пишет Страбон, - но первая её часть дорога называется «дорога на Кандавию», и прибавляет, что Кандавия - это иллирийская гора. 

## Строительство и ремонт
Перед строителями встало сразу несколько проблем, первой из которых было Охридское озеро, которое дорога огибает с севера. Затем трудностью оказались горные перевалы, а после них впадины и долины с заболоченными землями. Наиболее благополучным оказался отрезок дороги, приближающейся к городу Фессалоники — там строительство разворачивалось на открытой сельской местности. Однако рельеф в восточной части города был холмистым. Далее дорога пролегла по долинам и болотам до самого древнего города Неаполь (Кава́ла (греч. Καβάλα)). Оттуда дорога шла на восток вдоль побережья Эгейского моря и приводила во Фракию. На конечном участке дорога прямо и ровно ведет к месту назначения — городу Византий.
Последний крупный ремонт дороги предпринял римский император Траян в преддверии войн с парфянами.

## Значение дороги

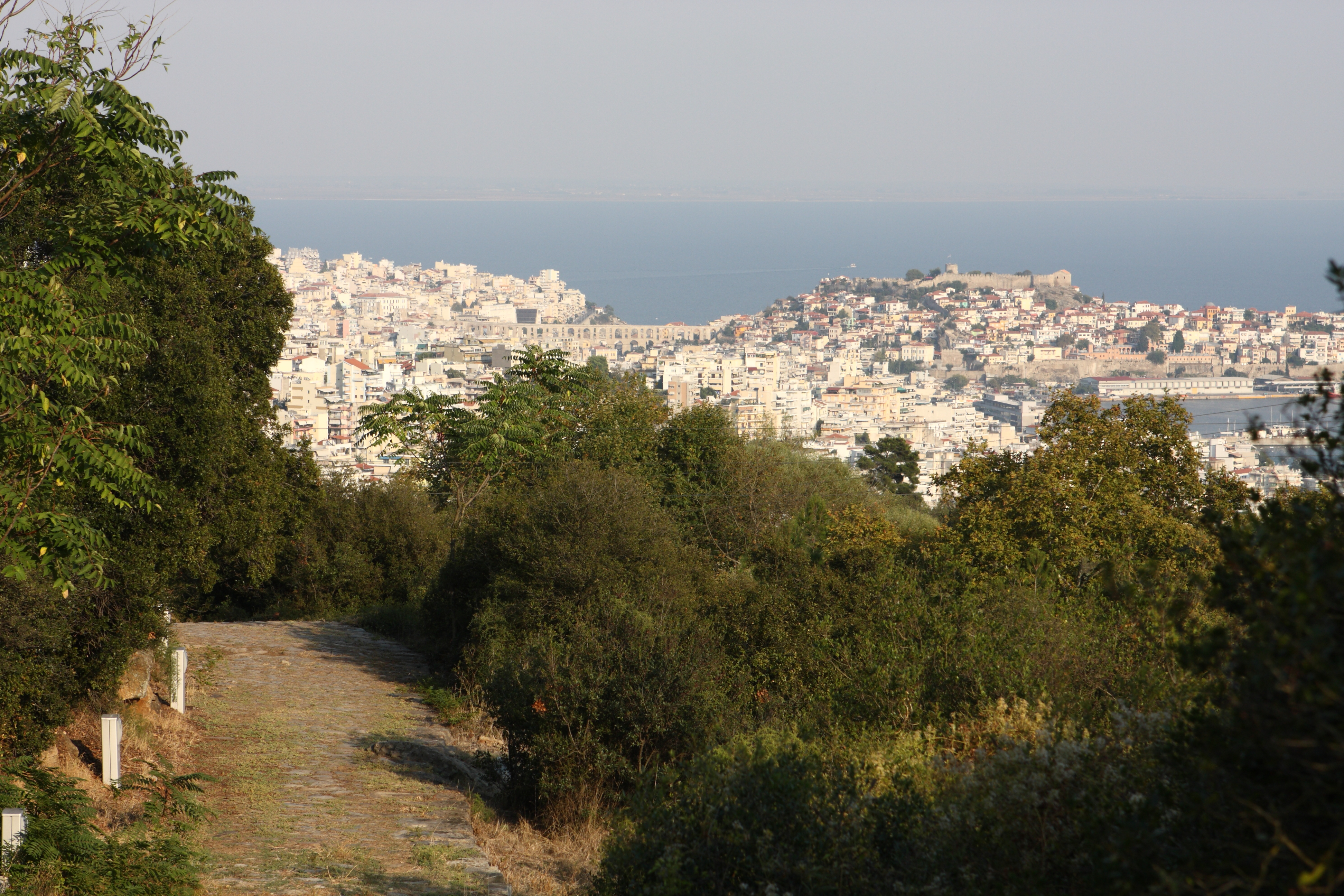
Участок дороги у города Кавала (Неаполь)

Эгнатиева дорога стала самым прямым и удобным путём между Римом и его владениями к востоку от Адриатического моря. Она облегчила образование римских колоний в македонских городах и сильно повлияла на экономическое, демографическое и культурное развитие этой области. Для Византийской империи дорога имела жизненно важное значение, поскольку это был основной сухопутный путь, связывавший Константинополь с Европой. Дорога облегчала экспорт и импорт таких товаров, как медь, асфальт, серебро, рыба, масло, вино и сыр. Благодаря процветанию от этой торговли некоторые города у дороги, прежде всего Фессалоники и Амфиполь, стали крупнейшими городами на Балканах. Фессалоники преобразовались в важный торговый центр, живший богатой артистической и культурной жизнью. Содержание Эгнатиевой дороги частично покрывалось за счёт налогов, которые платили жители тех мест, через которые она проходила. Впрочем, эти города и его жители, в свою очередь, извлекали огромную пользу из возросшей международной торговли.

## Современность
Участки древней дороги сохранились до наших дней на территории государств Албания, Греция, Северная Македония и Турция. Маршрут древнего военно-торгового пути в общих чертах повторяет современная автострада «Эгнатия». Общая длина её предшественницы составляла 746 миль (ок. 1120 км), стандартная ширина — 6 метров. Маршрут древней дороги восстанавливается археологами по двуязычным столбикам, о которых упоминал ещё Страбон и которые были расставлены по её обочинам.